# Мухоловка корсико-сардинська
Мухоло́вка корсико-сардинська (Muscicapa tyrrhenica) — вид горобцеподібних птахів родини мухоловкових (Muscicapidae). Гніздиться на островах Середземномор'я, зимує в Африці. Корсико-сардинська мухоловка раніше вважалася конспецифічною з сірою мухоловкою, однак за реззультатами молекулярно-філогенетичного дослідження 2016 року була визнана окремим видом.

## Опис
Корсико-сардинська мухоловка — непримітний на вигляд, дрібний, стрункий птах довжиною 14,5 см і вагою 14-20 г. Верхня частина тіла у нього сіро-коричнева, нижня частина тіла білувата. Тім'я, горло і груди поцятковані коричневими смугами, а крила і стернові пера мають вузькі світлі краї. Лапи короткі, чорні, дзьоб чорний, широкий, загострений. У представників підвиду M. t. tyrrhenica верхня частина тіла має дещо світліше забарвлення, смуги на голові і грудях у них менш чіткі. Виду не притаманний статевий диморфізм. У молодих птахів забарвлення більш коричневе, верхня частина тіла поцяткована охристими плямами, а нижня частина тіла — коричневими лускоподібними плямсами. Загалом корсико-сардинські мухоловки є дуже схожими на сірих мухоловок, однак мають блідіше забарвлення, груди у них менш пістряві, а крила коротші. Вокалізація у цих двох видів ідентична.

## Підвиди
Виділяють два підвиди:
- M. t. balearica von Jordans, 1913 — Балеарські острови;
- M. t. tyrrhenica Schiebel, 1910 — Корсика і Сардинія.

## Поширення і екологія
Корсико-сардинські мухоловки живуть в широколистяних лісах, на узліссях і галявинах, в парках і садазх. Вони віддають перевагу відкритим ділянкам серед дерев. Ці птахи живляться комахами, на яких чатують, сидячи на відкритому місці. Після того, як птахи спіймають комаху, вони повертаються до свого сідала.